# Pink Panther: Pinkadelic Pursuit
Pink Panther: Pinkadelic Pursuit (с англ. — Розовая Пантера: Розоводелическая Погоня; в официальной русской локализации — Розовая Пантера: Наследство дядюшки Кука) — видеоигра в жанре платформер, разработанная компанией Etranges Libellules и изданная компанией Wanadoo Edition в 2002 году. Игра была локализована на русский язык и выпущена в России и странах СНГ компанией «Новый Диск». Основана на серии мультфильмов 1964 года.

## Синопсис
Розовая Пантера, гуляя по одиноким улицам, получает письмо, в котором сообщается, что его дядя Кук умер и что тот оставил Пантере в наследство дом, наполненный сокровищами. Однако богатства находятся на чердаке, и для того, чтобы их заполучить, Пантере нужно пережить все приключения, в которых участвовал его дядя.
После того, как Пантера расправляется с финальным боссом игры, главой мафиози, из ниоткуда появляется дядя Кук, жмёт Пантере руку за оказанную помощь и убегает вместе с сундуком сокровищ. Пантера пускается в погоню за ним, и игра заканчивается.

## Игровой процесс
Всего в игре 12 уровней, почти каждый из которых так или иначе основан на одном из старых мультфильмов:
| Название уровня        | Мультфильм, на котором он основан       |
| ---------------------- | --------------------------------------- |
| Круизитания            | Pink Aye                                |
| Железная дорога        | Pinto Pink и Tickled Pink               |
| Стройплощадка, часть 1 | The Pink Blueprint и Prefabricated Pink |
| Египет                 | Pink Sphinx                             |
| Оранжерея              | оригинальный уровень                    |
| Каменный век           | Extinct Pink                            |
| Каток                  | Slink Pink и Tickled Pink               |
| Замок Дракулы          | Pink Plasma                             |
| Динозавр               | Extinct Pink                            |
| Стройплощадка, часть 2 | Pink Blue Plate и Tickled Pink          |
| Логово гангстеров      | Lucky Pink и Pinkfinger                 |
| Чердак                 | Pinkfinger                              |

Игра представляет собой платформер в 2,5D-перспективе. Игрок, управляя Розовой Пантерой, должен выбраться из уровня, достав ключ, который открывает дверь выхода. Ключи также нужны для того, чтобы открывать следующие уровни. Для продвижения по уровню, игрок часто должен красть определённые предметы (например, блюдце с едой у официанта в уровне «Круизитания») и отдавать их персонажам, которые не впускают Пантеру в следующую секцию уровня. Некоторые проходы заблокированы коробками; их необходимо подорвать бомбами, которые тоже можно найти на уровне. В распоряжении Пантеры имеется три особых движения: «хвостолёт», позволяющий какое-то время летать по воздуху, атака «Волчок», которая позволяет устранять противников на уровне (также можно прыгать по их головам) и возможность сливаться с окружающей средой в определённых местах.
На некоторых уровнях Пантера будет на роликах. Здесь от игрока потребуется быстрая реакция для того, чтобы не разбиться.
В игре имеется три босса, у каждого из которых одна тактика — подкладывать бомбы им под ноги (в случае с динозавром — класть бомбу вместе с костью для того, чтобы он её съел) и взрывать их, пока у боссов не иссякнут все жизни. За каждое устранение босса игрок получает одну дополнительную жизнь.
На каждом уровне разбросаны монеты, которые игрок может собирать. Также их начисляют за каждое успешное завершение уровня (ещё больше, если игрок побьёт рекорд времени прохождения уровня, установленный разработчиками). С помощью них игрок может покупать картины в галерее напротив дома.
Версия для консоли Game Boy Advance, разработанная российской компанией Superempire Interactive, имеет мало сходств со старшей версией. Она так же является платформером, но на этом сходства заканчиваются; уровни и сюжет абсолютно разные.